# Marga Bach
Marga Bach (geb. um 1956 in Berlin-Biesdorf) ist eine deutsche Schauspielerin, Kabarettistin und Sängerin. Von 2018 bis 2023 war sie Inhaberin und Hauptdarstellerin des Theaters Berliner Schnauze im Berliner Ortsteil Friedrichshain. Der Theatername war Programm: sie widmete sich hier vor allem dem Erhalt, der Verbreitung und der Akzeptanz der Berliner Mundart. Sie hat die Einrichtung an einen Nachfolger verkauft.

## Ausbildung und erste Erfolge in der Schauspielerei
Marga Bach, Tochter einer Lehrerin, ist in Ost-Berlin aufgewachsen. Nach dem Schulabschluss arbeitete Marga Bach zunächst als Theatermalerin und Journalistin, folgte aber bald ihrem Wunsch, Schauspielerin zu werden.

## 1990 bis 2017
Nach der Wende war sie auf verschiedenen Berliner Bühnen wie Die Kneifzange, Kabarett Kartoon (daraus wurde dann das Kabarett Charly M), Die Stachelschweine oder dem Tränenpalast engagiert. Auch im gesamten Bundesgebiet trat und tritt Marga Bach mit einem Soloprogramm oder in größeren Theaterensembles auf. In dem Musical Die MetroPole spielt sie die Hauptrolle der Frau Matschinke.

## Eröffnung eines eigenen Kabaretts mit Berliner Mundart
Marga Bach entdeckte bald, dass das Publikum an Vorstellungen im Berliner Dialekt Gefallen fand. Und aus einer gewissen Ähnlichkeit, die man ihr mit Helga Hahnemann nachsagt, entwickelte sie ihren schauspielerischen Charakter mit dem Schwerpunkt Comedy. Nach Rollen in verschiedenen Ensembles und an Orten in ganz Deutschland, die sie auch weiterhin wahrnimmt, mietete sie im Jahr 2018 Räume in der Karl-Marx-Allee 133. Darin befand sich vor 1990 die HO-Gaststätte Express. Nach 1990 standen die Räumlichkeiten zunächst leer, dann zog das Kabarett Charly M ein, das seinen Spielbetrieb nach weniger als 10 Jahren aufgeben musste. Dort eröffnete Marga Bach am 1. September 2018 ihre Einrichtung Berliner Schnauze – Das MundART und Comedy Theater. Die von außen einsehbare offene Bühne befand sich (weiterhin) im Erdgeschoss des Wohnhauses Karl-Marx-Allee 133, unmittelbar östlich neben dem ehemaligen Kino Kosmos. Der Aufführungsort bot 85 Besuchern Platz, die Wände waren mit typischen Berliner Ansichten dekoriert: Brandenburger Tor, Gedächtniskirche, Berliner Dom und andere. Für das Berliner Schnauze-Theater hatte Marga Bach zusammen mit ihrem Sohn ein Maskottchen entwickelt: einen Miniatur-Fernsehturm, dessen Turmkugel einen knallrot geschminkten geöffneten Clownsmund trägt („große Klappe“).
Außer Stücken mit kleiner Sprechbesetzung trat sie mit Couplets oder anderen Gesangsstücken und mit Tanz auf. In ihrer Eigendarstellung auf der Website war zu lesen, dass sie ihre Rollen in Berlinerisch, Sächsisch, Ostpreußisch, Österreichisch, Schwäbisch, gelegentlich auch auf Russisch oder Englisch oder in einem Sprachenmix vortragen konnte. Gern lud sie andere Schauspieler zum Auftritt bei ihr ein, es gab zahlreiche Interessenten. Unter anderem waren Sigrid Grajek mit einem Claire-Waldoff-Programm zu sehen, und die Red Shoe Boys zeigten hier bereits ihre Travestie-Show. Vorstellungen in der Friedrichshainer Spielstätte fanden täglich außer Dienstag um 20 Uhr statt.
Mit dem Beginn der Coronapandemie musste das kleine private Theater schließen. Erst ab dem 21. Oktober 2021 konnte Marga Bach hier wieder agieren. Sie hatte ihre Programme zwischenzeitlich überarbeitet, u. a. gab es Weihnachtsspecials mit Klavierbegleitung, ein Mundart-Duell zwischen einer Pianistin aus dem Ruhrgebiet und einem berlinernen stetig streitenden Ehepaar (Hanna und die Goldbecks) sowie einen Travestie-Abend mit Dominique und Melina M.
Das Kabarett Berliner Schnauze zeigte u. a. folgende Solo-Programme:
- Männer über 40[10]
- Bevor Du fragst – Nein!
- Marga-sucht
- Männer, Midlife und Miseren
- Marga Bach & Norbert Schultz:
Männer muss man loben – Frauen auch [11]
- Wie Otto zu Reutter wurde
- Roski, Reutter und Rock’n'Roll[12]
- In der Nacht isst der Mensch nicht gern alleine
- Truthahn mit Whisky[13]
- Frech wie Rotz, eine Hahnemann-Hommage,[6] seit 2011[1]
- Sommerliche Frechheiten
- Umtauschen
- Mütterchen Frust
- Süßer die Glocken nie hingen

## Seit 2023:Theater am Frankfurter Tor
Marga Bach beendete im Jahr 2023 ihre Schauspielkarriere und gab das Theater Berliner Schauze auf. Eine Abschiedstournee führte sie durch das Berliner Umland, wo am 23. November 2023 ihr „letzter Vorhang fiel“.
Johannes Hallervorden hat die Theatereinrichtung im Juni 2023 übernommen und ihr den neuen Namen Theater am Frankfurter Tor gegeben. Das Programm mit Cabaret und Comedy wird teilweise fortgeführt und um Lesungen oder Konzerte ergänzt. Die Platzzahl wurde auf 99 erhöht und das Barangebot aufgewertet. Die Spielzeiten wurden auf Zeiten zwischen 15 Uhr (sonntags), 16 Uhr (sonnabends) oder 20 Uhr (andere Tage) verändert.
Hallervorden brachte im Spätherbst 2024 ein auf Werke von Frank Sinatra ausgerichtetes Musical auf die Bühne. Er trägt als Solist unter dem Titel My Way viele Hits von Sinatra vor, auch Geschichten und Anekdoten werden dazu präsentiert; er wird von seiner Live-Band mit zeitlosen Melodien begleitet.

## Familiäres
Marga Bach ist verheiratet und wohnt in Eggersdorf bei Strausberg.